# Богодарівка (Кропивницький район)
Богода́рівка —  село в Україні, у Компаніївській селищній громаді Кропивницького району (до 17 липня 2020 року — у складі ліквідованого Компаніївського району) Кіровоградської області. Населення становить 28 осіб. До 2020 орган місцевого самоврядування — Червонослобідська сільська рада.

## Населення
Згідно з переписом УРСР 1989 року чисельність наявного населення села становила 51 особа, з яких 21 чоловік та 30 жінок.
За переписом населення України 2001 року в селі мешкало 28 осіб. 100 % населення вказало своєю рідною мовою українську мову.